# スバル・B11S
スバル・B11Sは、富士重工業が開発したコンセプトカーである。2003年ジュネーヴ・モーターショーで発表された。

## 設計

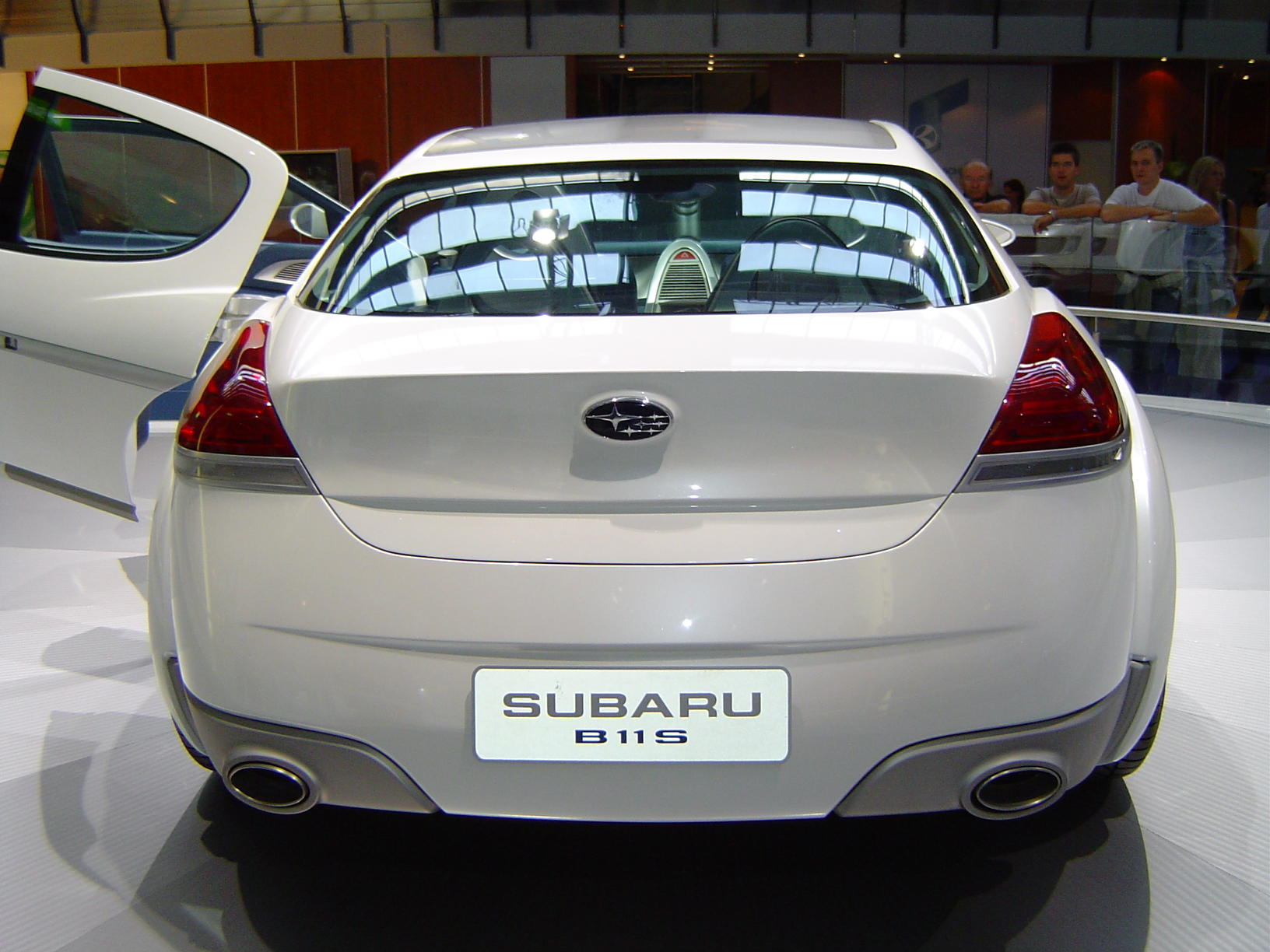
2003年フランクフルトモーターショーにて

モデルナンバー "B11S" は、水平対向（ボクサー）エンジンを意味する "B"、プレミアムクラスを意味する "11"、そしてSportiveの "S" に由来する。4ドアのクーペボディに、マツダ・RX-8やサターン・アイオンと同様にリアドアが後方のヒンジで連結された観音開きドアを採用した。
開発は初代レガシィを手掛けた杉本清が率いるチームの主導で進められ、当時富士重工業の社長に就任したばかりだった田中毅も参加した。本コンセプトカーの製作はエルヴィン・レオ・ヒンメル率いるFuore Design Internationalが担当した。当初は富士重工社内でデザインされたが、Fuoreの12人のデザインチームによって大幅に修正された。航空機に着想を得たスプレッドウィングスグリルなど、本車で取り入れられたデザインスタディ（設計研究）はその後の量産車へ引き継がれた。富士重工業チーフデザイナーのアンドレアス・ザパティナスはインタビューの中で、「B11Sから一歩下がって目をつぶると、それがスバルの将来のデザインを示している」と述べ、「革新、勇気、個性」が将来のスバルのデザインに反映されると説明した。しかし、B11Sはザパティナスがアルファロメオから移籍して来る前から進められていたプロジェクトであり、ザパティナスは直接は関与していないとされる。

## 技術
3.0 Lの水平対向6気筒ツインターボエンジン（最高出力394 ps/6,400 rpm、最大トルク550 N⋅m/3,600 - 4,800 rpm）を搭載する。トランスミッションは6速オートマチックで、可変トルク配分装置「VTD-AWD」を介して4輪を駆動する。前後の駆動配分はセンターデフと電子制御クラッチによって制御されており、通常走行時には前35%、後65%となる。

## 関連画像

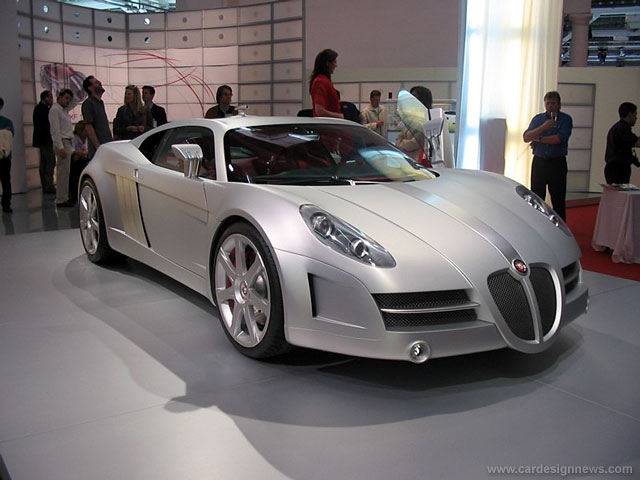
Fuore Jaguar XF-10（2003年バルセロナモーターショー）。Fuore Design Internationalが同時期にデザインしたコンセプトカー。